# Надвирна
Надвирна (на украински: Надві́рна, на полски: Nadwórna, на идиш: נאַדוואָרנאַ, на руски: Надворная) е град в западна Украйна, Ивано-Франкивска област. Към 1 януари 2022 г. населението на града е 22 504 души.

## История
От средата на XIV век до 1772 г. градът е в състава на Кралство Полша, след което е присъединен към Хабсбургската монархия и остава част от Кралство Галисия и Лодомерия до 1918 г., когато се формира Западноукраинската народна република. В междувоенния период градът става част от Полската република. След нахлуването на СССР в Полша през 1939 г. градът е присъединен към Украинската ССР. През 1941 г. е окупиран от Германската империя по време на Втората световна война. След войната градът отново става част от Украинската ССР. От 12 юни 2020 г. става административен център на градска община Надвирна.